# Capilla Histórica de San José Obrero

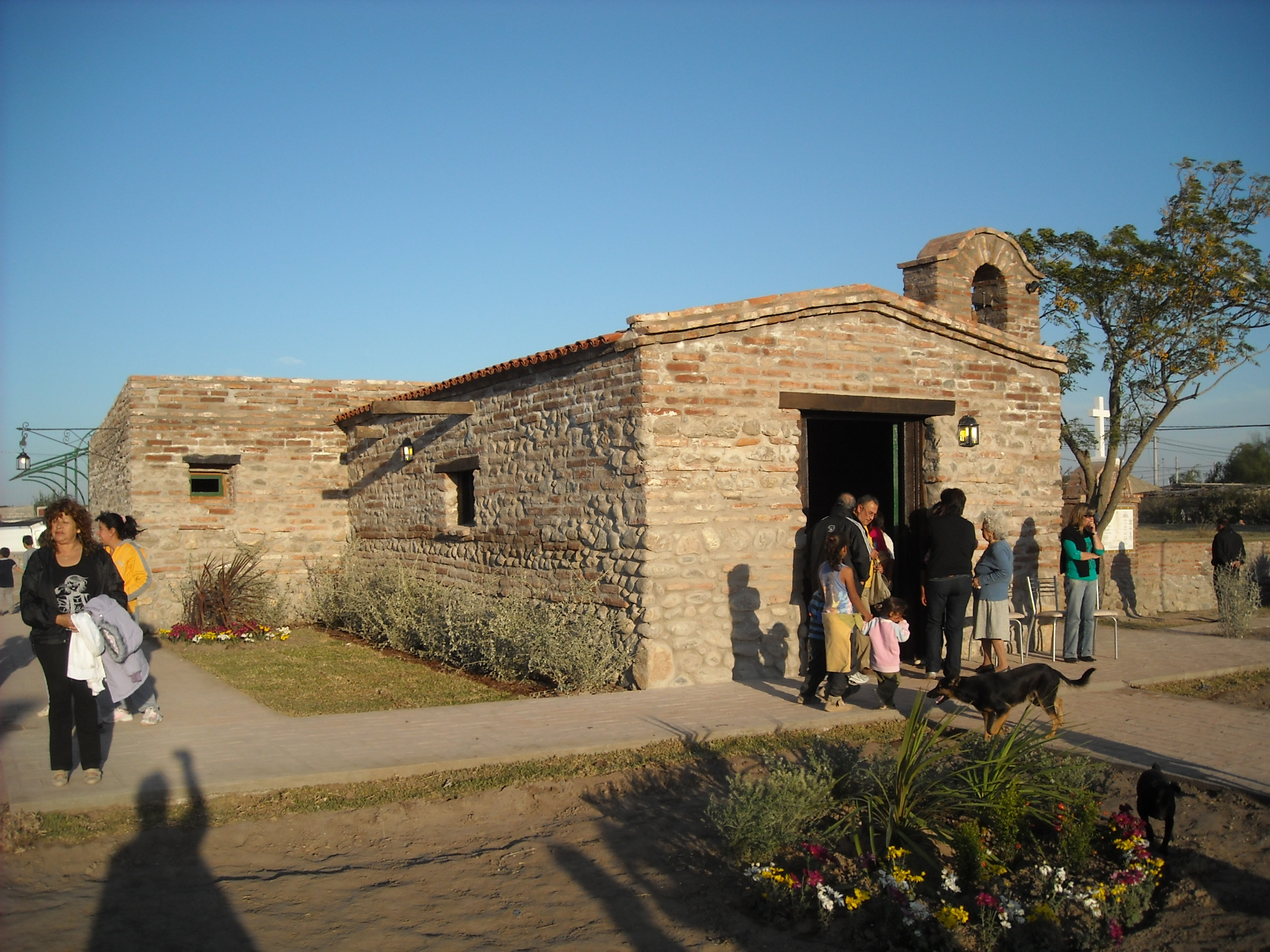
Fachada de la Capilla Histórica de san José Obrero reconstruida en 2011

La Capilla Histórica de San José Obrero fue el primer edificio de culto occidental europeo que existió en la zona de la ciudad de Villa del Rosario (Córdoba, Argentina), aldea denominada por entonces Villa de los Ranchos o San José de los Ranchos.
El edificio que se encuentra hoy es una reconstrucción sobre la base de recopilación de información histórica. Si bien popularmente es llamada capilla, técnicamente es un oratorio.

## Historia

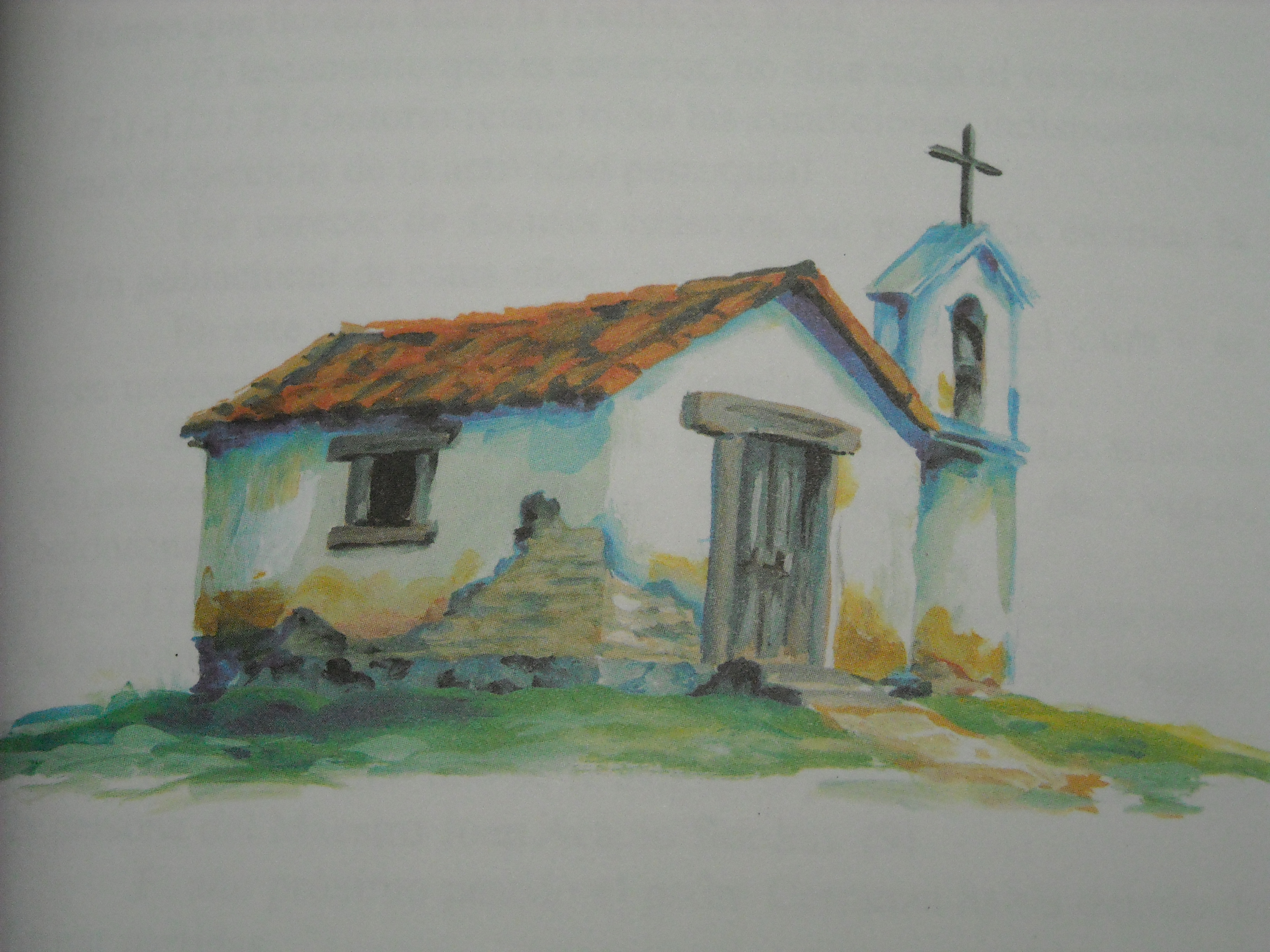
Boceto que muestra el aspecto de la primera Capilla de San José Obrero. La ilustración fue realizada por Bachi Delorto sobre material histórico rescatado por historiadores locales y sobre estas bases se trabaja en la reconstrucción de la capilla

En 1566 una caravana conducida por el Capitán Francisco de Aguirre, fundador de Santiago del Estero, en busca de una salida al Río Paraná por los ríos Suquía y Xanaes, pasa por un poblado sanavirón llamado Nabosacat, límite con Guamacha. Aquí quedan doce familias andaluzas, carpinteros ellos, devotos de San José.
Estas familias habrían dado origen a la aldea de Los Ranchos o San José de los Ranchos y comenzado la construcción de un oratorio.
Esta primera capilla era de características arquitectónicas humildes: techo de paja, cimientos en piedra y cal, y las paredes de ladrillos y adobe. Nace así el oratorio de San José Obrero en homenaje al santo patrono de estos carpinteros andaluces.
En la Capilla de San José Obrero se labró la primera acta de nacimiento del este de la provincia de Córdoba, en 1704, dando inicio al Curato de Río Segundo, con sede en San José de los Ranchos.
La capilla desapareció con el paso del tiempo quedando tan solo el cementerio que existía en sus inmediaciones. Este camposanto, que los pobladores del Villa del Rosario llaman aún hoy Cementerio Viejo se utilizó hasta 1910 y aún se conserva parte de su perímetro, algunas lápidas y una cruz en cemento donde constan las fechas de inicio y fin de su utilización.

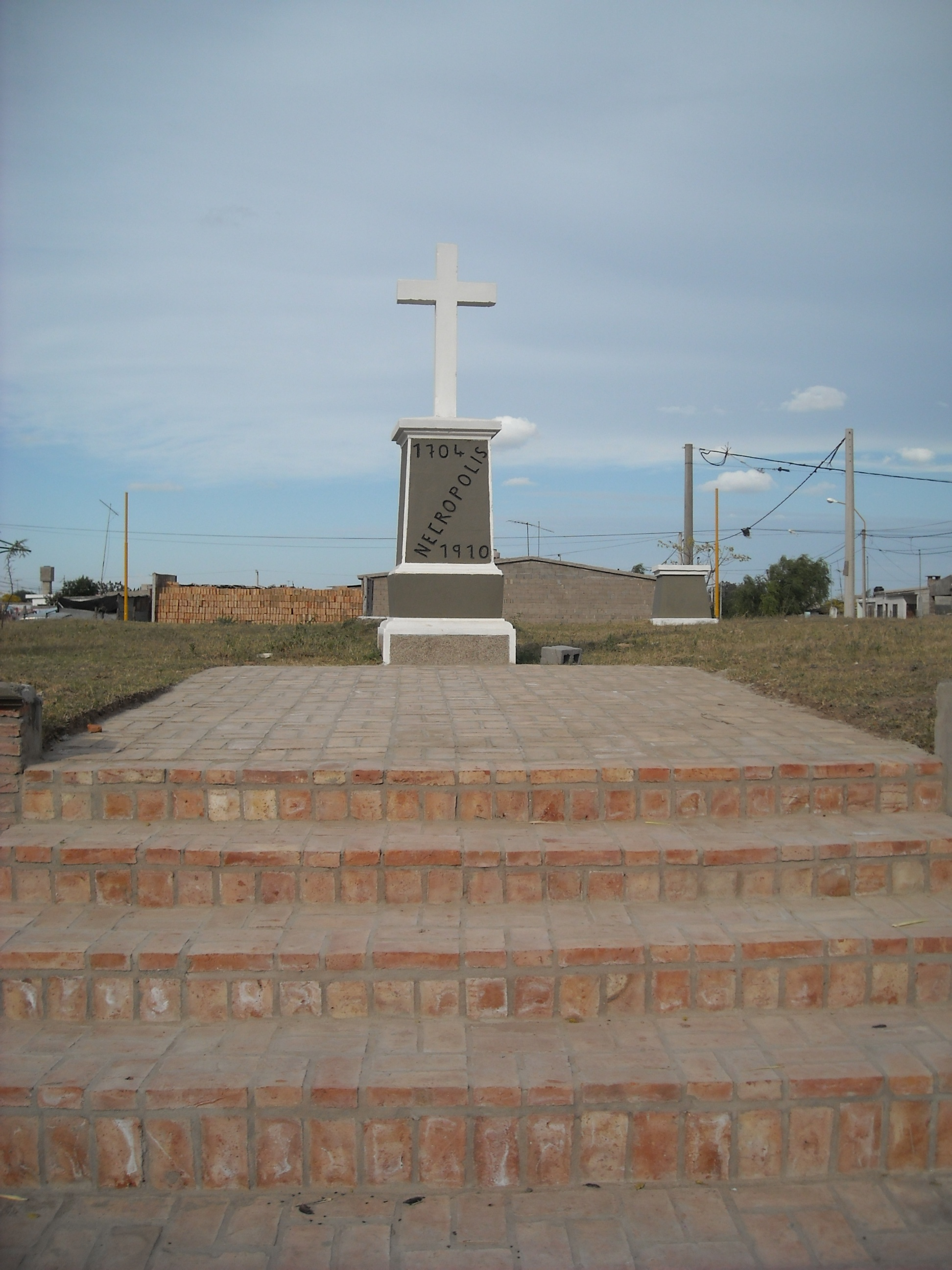
Cruz central del cementerio viejo donde se pueden ver las fechas de inicio 1704 y fin 1910 de su utilización.

Desde mediados de la década del 2010 el artista plástico de Villa del Rosario Adrián Bachi Delorto, por entonces secretario municipal de cultura, junto a los historiadores del lugar comienza las investigaciones para la reconstrucción fidedigna de la antigua capilla. Con este fin se realizan bocetos y planos en función de los documentos históricos existentes.
La revalorización histórica se planificó desde la Dirección de Cultura de la municipalidad, pero tomó fuerza con la intervención del padre Oscar Audisio, quien desarrolló una tarea pastoral e integradora en el lugar, uno con más carencias de la ciudad. Para esta tarea se conformó el grupo «Manos Unidas» entre los habitantes del barrio donde también participaron vecinos del resto de la ciudad, quienes organizaron colectas para recaudar fondos. Los coordinadores de los esfuerzos vecinales fueron las familias Fenoglio y de Enrique Cavallo.
Se comienzan los trabajos de reconstrucción en donde se utilizaron en la mayor medida posible materiales y técnicas originales del período colonial.
El sábado 7 de mayo de 2011, el gobierno de Villa del Rosario, con el apoyo de la comunidad local y la presencia del Arzobispo Ñañez, celebra el acto inaugural con el que dan por finalizada la reconstrucción del oratorio Capilla Histórica de San José Obrero.

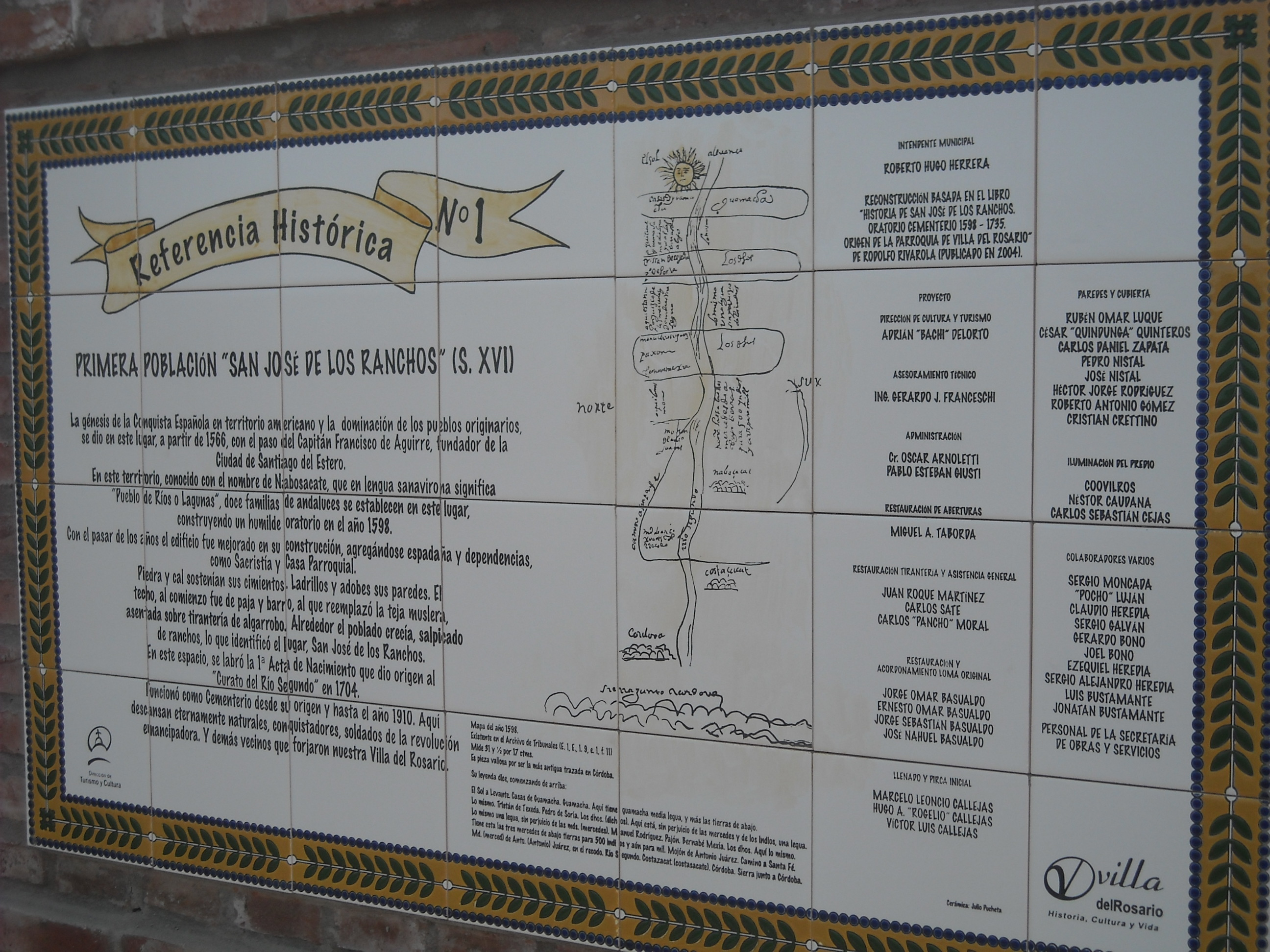
Placa explicativa de la referencia histórica de la Capilla. En el centro se muestra una reproducción fiel de la primera planimetría de la provincia de Córdoba a través del curso del Río Segundo (Xanaes). En ella se detallan las zonas de Costasacat; Nabosacat, donde se asienta la Villa de los Ranchos; y Guamacha. En esta planimetría se deja ya constancia de la presencia de inmigrantes españoles en la zona a mediados del siglo xvii

La capilla se encuentra en su emplazamiento original, en la zona noreste de la ciudad de Villa del Rosario y está abierta al público interesado en visitar este monumento histórico con previa solicitud.
El lugar constituye la referencia histórica número uno de un total de veintinueve distribuidas en toda la ciudad y que articulan un recorrido por la historia de la localidad, desde su nacimiento hasta sus personajes más relevantes de mitad del siglo pasado.

## Características arquitectónicas
- Techo a dos aguas con una pendiente de 20° sostenido por tres cabreadas de madera cruda de par y nudillo; todo de algarrobo.
- Clavaderas de madera separadas entre sí de 0,80 a 1,00 cm de distancia.
- Capa de cañas atadas entre sí con tientos y clavadas sobre los tirantes. Luego se asienta con un mortero de barro y paja.
- Las tejas, musleras o coloniales, se hacían en forma manual con arcilla y tierra amasada, tomando la forma acanalada del muslo del obrero, las cuales luego se cocían. Tenían una medida de 20 x 44 cm.

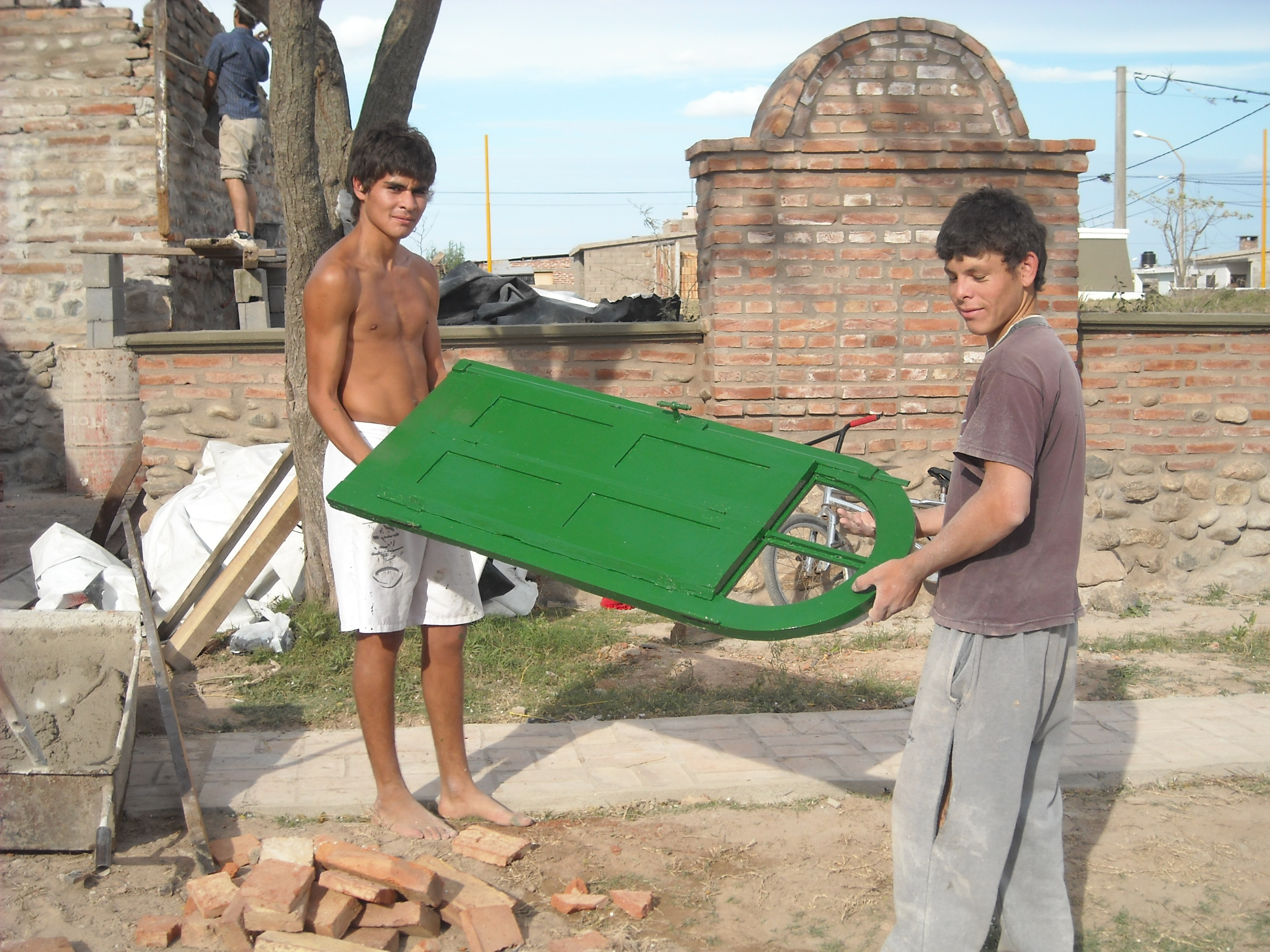
Pobladores de la zona ayudan en las tareas de reconstrucción de las aberturas.

- Los muros eran construidos de ladrillos de adobe o tierra cruda mezclada con hojas de totora sin cocer, moldeado en forma de ladrillo y secado al sol. El tamaño era de 50 x 24 x 15 cm y se pegaban con mortero de tierra. La precariedad de estos materiales fue la causa principal de la desaparición del oratorio original, no así para el cementerio ya que se utilizaba hierro forjado o piedra para las lápidas.
- El primer revoque es de arenta, tierra y estiércol de caballo seco y molido, que al mezclarse con agua arcillosa permitía que no se agrietara.
- En cuanto a las aberturas, para montar los marcos y tableros se utilizaba la técnica del encajado y las aberturas se confeccionaban con madera cruda de algarrobo. Las ventanas eran pequeñas y cuadradas.
- La puerta de ingreso al oratorio era de dos hojas. La puerta al ingreso de la sacristía era de una sola hoja y probablemente tenía llave.
- Elrústico muro de fondo del altar se utilizaba como retablo, donde se perforaban hornacinas. Probablemente eran tres de las cuales la central era utilizada para colocar la imagen de San José.
- Los cimientos alcanzaban una profundidad que va desde los 50 a los 80 cm y su ancho es determinado en función al muro. Las piedras más grandes van en el fondo y las más pequeñas arriba pegadas entre sí con mortero de tierra.

## Evolución edilicia
- 1598: Es construido el rústico rancho para el oratorio.
- 1613: Se cambia el techo de paja. Se construye sobre el costado Sur una espadaña con campana de bronce fundido.
- 1623: Construcción de una habitación para el párroco o misioneros, además se una cruz en el frente.
- 1632: Se cambia el techo por uno cubierto en su totalidad por teja.
- 1642: Remodelación de la espadaña. Realización de un cerco perimetral delimitando el predio del cementerio.
- 1650-1652: Ampliación del oratorio al Voletar el frente. Realización de una nueva espadaña y atrio. Colocación de nuevos pisos a todas las construcciones y remodelación de aberturas.
- 1698: Se construye la casa para el cura y se amplía la sacristía y el cementerio.
- 1708: El párroco permanente comienza a difundir la devoción de la Virgen del Rosario. Por ello se comienza a planear la idea de edificar una nueva capilla de mayores dimensiones para albergar a la misma.

## Acontecimientos destacados que se realizaron en la capilla

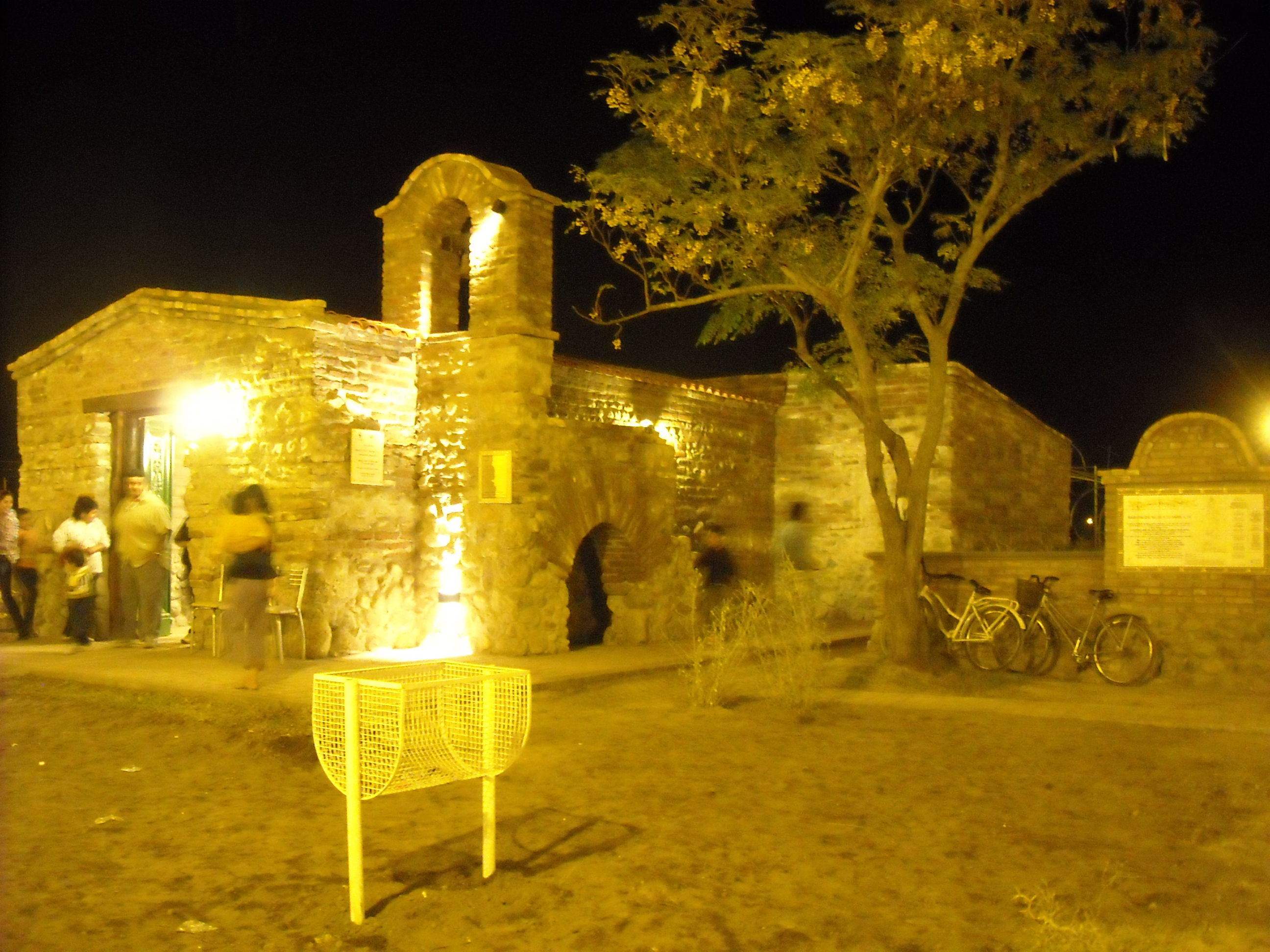
Vista nocturna de la capilla

- 31 de enero de 1598: Se nombra al padre Miguel de Milla para que desarrolle su tarea evangelizadora en la región del Nabosacat donde se encontraba el poblado de San José de los Ranchos continuando su labor por las regiones de Guamacha hasta Ansenuza (Mar Chiquita).
- 1690-1692: Accionar del mercedario Fray Francisco Prieto.
- 1709-1710: los vecinos aportan los materiales iniciales para la futura capilla.
- 1711-1721: El oratorio reúne todas las condiciones indispensables para el ejercicio de la actividad parroquial.
- 1692-agosto de 1724: Durante este período ejerce las tareas eclesiásticas don Pedro de Carranza. El 3 de abril de 1723 se le asigna al párroco un ayudante: el maestro Juan Acacio Bordón.
- 10 de mayo de 1704: El padre Carranza labra y suscribe la primera partida de bautismo.
- Septiembre de 1724-1755: Acción del maestro D. Antonio Peralta.
- 1725-1735: Período en que es construida la capilla nueva, que luego de consagrada estaría bajo la advocación de la Virgen del Rosario y del patrono San José. Esta sería la existente en el momento de la fundación oficial de la Villa Real del Rosario por parte del Marqués de Sobremonte. Estaba ubicada en la intersección de las actuales calles Hipólito Yrigoyen y San José y hoy no queda nada de su existencia.